# Ice Cream (Kim Hyun-ah)
Ice Cream è un brano musicale della cantante sudcoreana Kim Hyun-ah, pubblicato il 21 ottobre 2012 nell'album Melting.

## Il brano
Il brano dopo poco tempo raggiunse la prima posizione diventando una vera hit.
Il brano prevede un featuring del cantante Maboos.
La canzone è stata scritta e prodotta dai Brave Brothers.
Il brano è stato promosso in vari show con gli altri singoli di Melting.

## Video musicale
Il videoclip doveva uscire insieme all'album il 17 ottobre 2012 ma fu posticipato e fatto uscire su YouTube il 21 ottobre 2012 preceduto da un video teaser.
Il video prevede il cameo del rapper sud-coreano Psy.
In poco tempo il video raggiunse 58.543.120 visualizzazioni su YouTube.

## Classifiche
| Classifica (2012) | Posizione massima |
| ----------------- | ----------------- |
| Corea del Sud     | 1                 |